# Cala Binidalí
La cala Binidalí es una minúscula playa situada junto a la urbanización de Binidalí, muy cerca del pueblo de San Clemente y dentro del municipio español de Mahón, en Menorca, Islas Baleares.

## Descripción
Es una playa de arena blanca y el agua transparente. Es poco frecuentada por sus reducidas dimensiones, aunque en verano acostumbra a estar llena debido a su fácil acceso y la disponibilidad de aparcamiento gratuito para vehículos.

## Acceso
Situada cerca del pueblo de Sant Climent, se puede llegar a esta playa tanto desde la ciudad de Mahón como desde Ciudadela. Hay que recorrer la carretera principal de la isla hacia Cala En Porter y seguir los carteles indicativos hacia Sant Climent. La playa dispone de aparcamiento gratuito.